# Notia Kynouria
Notia Kynouria (tiếng Hy Lạp: ?) là một khu tự quản ở vùng Peloponnesos, Hy Lạp. Khu tự quản Notia Kynouria có diện tích 592 km², dân số theo điều tra ngày 18 tháng 3 năm 2001 là 7633 người.